# Ильвес (футбольный клуб)
«И́львес» (фин. Tampereen Ilves) — финский футбольный клуб из города Тампере. Домашние матчи команда проводит на стадионе «Таммела», вмещающем 5 050 зрителей.

## История

### Создание команды
10 апреля 1931 года состоялось первое заседание по созданию в Тампере футбольной команды. Среди возможных названий были предложены: Парни с мячом, Ястребы и Ильвес (Рысь). На итоговом голосовании 27 мая команде выбрали название «Ильвес».
Форменная рубашка команды была зелёной с чёрными вертикальными полосами, а шорты чёрного цвета. В следующем году «Ильвес» уже играл в официальных матчах.
Но первое пребывание «Ильвеса» в футболе было недолгим. В 1938 году футбол был удалён из видов спорта команды, а в городе остался только хоккейный клуб «Ильвес».

### Второе пришествие
Второе пришествие началось в 1942 году.
В 1946 году «Ильвес» сыграл свой первый международный футбольный матч против датского «Копенгагена». Матч закончился поражением «Ильвеса» со счётом 0:3.
В 1950-е годы «Ильвес» играл в дивизионе района Тампере, а также участвовал в финском чемпионате в 1960-е и 1970-е годы. В 1954 году Ильвес занял 3-е место и поднялся в дивизион выше, но это не принесло большого футбольного бума в городе.

### 1980-е — золотое время
1980-е годы были золотым временем для «Ильвеса». В 1983 году «Ильвес» впервые в истории стал чемпионом Финляндии. В 1984 году «Ильвес» занял 3-е место и был близок к новому чемпионству в следующем сезоне. Также был установлен рекорд посещаемости «Ильвеса», матч с итальянским «Ювентусом» в Лиге чемпионов посетили 24 000 человек. В 1985 году «Ильвес» занял 2-е место в чемпионате и проиграл в финале кубка «ХИКу», хотя выиграл первый матч 1:0.

### 1990-е — финансовые трудности
В 1990 году «Ильвес» выиграл кубок Финляндии, выиграв в финале у «ХИКа» 2:1.
В 1998 году в результате финансовых трудностей «Ильвес» прекратил своё существование. В городе была создана новая команда «Тампере Юнайтед», не имевшая никакого отношения к «Ильвесу».
Первоначально планировалось объединение «Ильвеса» с другой команды из Тампере «ТПВ», но последние отказались от слияния.
В 2000 году «Ильвес» заключил соглашение о сотрудничестве с Дакс Парк Рейнджерс. С 2001 года клуб носил название «Дакс Парк Рейнджерс» и играл в клубных цветах уток. В 2004 году название команды вновь было изменено на «Ильвес», а команда перешла играть в футзал.

### 2007 — возрождение команды
В 2007 году состоялось фактическое возвращение «Ильвеса» в профессиональный футбол. Команда заняла 2-е место в лиге Колмонен (третий дивизион) и вышла в Какконен. В 2008 году «Ильвес» занимает 5-е место, в 2009-м 3-е.
В 2010 году «Ильвес» занял 1-е место в своей группе в Какконен, однако этого не хватило, чтобы перейти в дивизион выше. Одну путёвку в Юккёнен оспаривали 3 победителя своих групп: «ХИФК», «Ильвес» и «Санта-Клаус». В итоге «Ильвес» проиграл «ХИФКу» 1:2 и «Санта-Клаусу» 3:5, а в Юккёнен вышел «ХИФК».
В 2011 году «Ильвес» отметил 80-летний юбилей, и в честь этого события в июле сыграл матч с английским «Лейтон Ориент». Матч состоялся на стадионе Таммела и завершился победой «Лейтон Ориент» 3:2. После этого «Ильвес» объявил о новой стратегии на 2011—2016 годы. Цель состояла в том, чтобы выйти в Юккёнен не позднее 2013 года, а в Вейккауслигу уже в 2015 году.
В 2011 году «Ильвес» занял 2-е место и снова остановился в одном шаге от выхода в Юккёнен, проиграв в полуфинале плей-офф «СИКу» (1:2, 0:2).
В 2012 году «Ильвес» занял 1-е место, а в плей-офф обыграл «АИФК» (1:0, 4:1) и вышел в Юккёнен.
В 2014 году «Ильвес» занял 3-е место в Юккёнен, однако этого было не достаточно, чтобы подняться выше, но 2 команды («МюПа» и «Хонка») не получили лицензии на сезон и таким образом «Ильвес» поднялся в Вейккауслигу.
В 2017 году «Ильвес» занял 3-е место, благодаря чему получил право сыграть в Лиге Европы УЕФА в сезоне 2018/19.

## Достижения
Вейккауслига
- Чемпион (1): 1983
- Серебряный призёр (2): 1985, 2024
- Бронзовый призёр (2): 1984, 2017

Кубок Финляндии
- Обладатель (3): 1979, 1990, 2019
- Финалист (1): 1977

## Текущий состав
| 1  | Финляндия   | Вр  | Расмус Лейслахти | 2000 |  |  |  |  |
| 12 | Финляндия   | Вр  | Эту Хуухтанен    | 2003 |  |  |  |  |
|    |             |     |                  |      |  |  |  |  |
| 2  | Финляндия   | Защ | Туомас Оллила    | 2000 |  |  |  |  |
| 4  | Финляндия   | Защ | Фелипе Аспегрен  | 1994 |  |  |  |  |
| 5  | Финляндия   | Защ | Калле Кац        | 2000 |  |  |  |  |
| 13 | Гана        | Защ | Баба Менса       | 1994 |  |  |  |  |
| 15 | Финляндия   | Защ | Микаэль Альмен   | 2000 |  |  |  |  |
| 16 | Финляндия   | Защ | Тату Миеттунен   | 1995 |  |  |  |  |
| 17 | Финляндия   | Защ | Юхо Пиетола      | 2002 |  |  |  |  |
| 20 | Финляндия   | Защ | Миска Раутиола   | 1998 |  |  |  |  |
| 21 | Кот-д’Ивуар | Защ | Вигори Гбе       | 2002 |  |  |  |  |
| 28 | Финляндия   | Защ | Тууре Мянтинен   | 2000 |  |  |  |  |

| 6  | Финляндия | ПЗ  | Дони Арифи      | 2002 |  |  |  |  |
| 7  | Финляндия | ПЗ  | Йона Ветели     | 1995 |  |  |  |  |
| 8  | Финляндия | ПЗ  | Теему Янтти     | 2000 |  |  |  |  |
| 10 | Колумбия  | ПЗ  | Эрнан Луна      | 1999 |  |  |  |  |
| 14 | Финляндия | ПЗ  | Тууре Сиира     | 1994 |  |  |  |  |
| 49 | Гана      | ПЗ  | Эрик Отенг      | 2001 |  |  |  |  |
|    |           |     |                 |      |  |  |  |  |
| 3  | Камерун   | Нап | Патрик Лоа Лоа  | 1999 |  |  |  |  |
| 9  | Финляндия | Нап | Илари Меттяля   | 1994 |  |  |  |  |
| 11 | Финляндия | Нап | Момоду Сарр     | 2000 |  |  |  |  |
| 18 | Финляндия | Нап | Эмели Райттинен | 2000 |  |  |  |  |
| 19 | Финляндия | Нап | Ээту Мёммё      | 2002 |  |  |  |  |
| 32 | Финляндия | Нап | Ээту Вертайнен  | 1999 |  |  |  |  |

### Игроки в аренде
| \| № \| \| Поз. \| Имя \| Год рождения \| \| -- \| \| ---- \| ------------------------------------------------- \| ------------ \| \| 32 \| \| Вр \| Матиас Риконен (в Копенгагене до 31 декабря 2021) \| 2002 \| |           |      |                                                   |              |
| № |           | Поз. | Имя                                               | Год рождения |
| 32 | Финляндия | Вр   | Матиас Риконен (в Копенгагене до 31 декабря 2021) | 2002         |

## Статистика выступлений с 2008 года
| Сезон | Ранг | Турнир       | Место | И  | В  | Н  | П  | ГЗ | ГП | Очки |
| ----- | ---- | ------------ | ----- | -- | -- | -- | -- | -- | -- | ---- |
| 2008  | 3    | Какконен     | 5     | 26 | 13 | 5  | 8  | 40 | 24 | 44   |
| 2009  | 3    | Какконен     | 3     | 26 | 14 | 3  | 9  | 40 | 30 | 45   |
| 2010  | 3    | Какконен     | 1     | 26 | 17 | 4  | 5  | 59 | 32 | 55   |
| 2011  | 3    | Какконен     | 2     | 26 | 18 | 2  | 6  | 69 | 32 | 56   |
| 2012  | 3    | Какконен     | 1     | 27 | 22 | 4  | 1  | 84 | 21 | 70   |
| 2013  | 2    | Юккёнен      | 4     | 27 | 11 | 8  | 8  | 46 | 38 | 41   |
| 2014  | 2    | Юккёнен      | 3     | 27 | 14 | 5  | 8  | 45 | 29 | 47   |
| 2015  | 1    | Вейккауслига | 8     | 33 | 11 | 7  | 15 | 32 | 48 | 40   |
| 2016  | 1    | Вейккауслига | 5     | 33 | 15 | 7  | 11 | 36 | 35 | 52   |
| 2017  | 1    | Вейккауслига | 3     | 33 | 15 | 11 | 7  | 39 | 35 | 56   |
| 2018  | 1    | Вейккауслига | 5     | 33 | 14 | 7  | 12 | 45 | 41 | 49   |
| 2019  | 1    | Вейккауслига | 4     | 27 | 13 | 8  | 6  | 34 | 25 | 47   |
| 2020  | 1    | Вейккауслига | 5     | 22 | 10 | 6  | 6  | 37 | 29 | 36   |

## Выступления в еврокубках
| Сезон   | Турнир                        | Раунд                   | Соперник      | Дома                 | В гостях             | Общий счёт           |  |
| ------- | ----------------------------- | ----------------------- | ------------- | -------------------- | -------------------- | -------------------- |  |
| 1980/81 | Кубок обладателей кубков      | Первый раунд            | Фейеноорд     | 1:3                  | 2:4                  | 3:7                  |  |
| 1984/85 | Кубок европейских чемпионов   | Первый раунд            | Ювентус       | 0:4                  | 1:2                  | 1:6                  |  |
| 1986/87 | Кубок УЕФА                    | Первый раунд            | Рейнджерс     | 2:0                  | 0:4                  | 2:4                  |  |
| 1991/92 | Кубок обладателей кубков УЕФА | Первый раунд            | Гленавон      | 2:1                  | 2:3                  | 4:4 (г)              |  |
| 1991/92 | Кубок обладателей кубков УЕФА | Второй раунд            | Рома          | 1:1                  | 2:5                  | 3:6                  |  |
| 2018/19 | Лига Европы УЕФА              | Первый отборочный раунд | Славия София  | 0:1                  | 1:2                  | 1:3                  |  |
| 2020/21 | Лига Европы УЕФА              | Первый отборочный раунд | Шемрок Роверс | 2:2 11:12 (в гостях) | 2:2 11:12 (в гостях) | 2:2 11:12 (в гостях) |  |